# Гавран (Едгар Алан По)
Гавран (енгл. The Raven) је најпознатија песма америчког књижевника Едгара Алана Поа. Када је објављена по први пут 29. јануара 1845, донела му је светску славу. Гавран је први пут приписана Поу у штампаном облику у New York evening mirror-у 29. јануара 1845. Његово објављивање учинило је Поа популарним током његовог живота, иако му није донело много финансијског успеха. Песма је убрзо поново штампана, пародирана и илустрована. Критичко мишљење је подељено о књижевном статусу песме, али ипак остаје једна од најпознатијих песама икада написаних.

## Интерпретација
Песник говори о губитку своје љубави, Леоноре. Тај губитак је обојен мистицизмом, јер наратор осећа страх када га посећује мистериозни гавран, који често понавља речи „никад више“. За песму се може рећи и да је гротескна; велики је број сцена у песми које су дубоко психолошки описане. Песник изнова поставља питања гаврану о његовој драгој са надом да ће му дати било какав позитивнији одговор, осим велики број пута понављаног „никад више“. Међутим, све оно што је из песник осетио када је угледао црну птицу је претходно било у њему, при чему је гавран само потпомогао да све из њега изађе. О томе како је страдала Ленора не сазнајемо ништа; мотив губитка драге без објашњења његовог узрока често се појављује у Поовим песмама. Треба напоменути да гавран није плод халуцинације, већ је стваран, и то баш онакав каквим га је песник описао. У неким ситуацијама, гавране је могуће научити и да говоре.

## Синопсис
"Гавран" прати неименованог приповедача у туробној ноћи у децембру који сједи читајући "заборављену ложу" умирућом ватром  као начин да заборави смрт своје вољене Леоноре. "Куцање на врата његове коморе" не открива ништа, већ узбуђује његову душу да "гори". Куцање се понавља, мало гласније, и он схвата да долази са његовог прозора. Када крене да истражује, гавран улази у његову комору. Не обраћајући пажњу на мушкарца, гавран се спушта на попрсје Атине изнад врата.
Забављен гаврановим комично озбиљним ставом, човек тражи да му птица каже његово име. Једини одговор гаврана је „Никад више“. Приповедач је изненађен што гавран може говорити, мада у овом тренутку није рекао ништа више. Наратор на себе напомиње да ће његов „пријатељ“ гавран ускоро полетети из његовог живота, баш као што су и „други пријатељи летели раније“ ,заједно са својим претходним надама. Као да одговара, гавран опет говори „Никад више“. Наратор говори да је птица научила реч "Никад више" од неког "несретног господара" и да је то једина реч коју познаје.
Упркос томе, приповедач повлачи столицу директно испред гаврана, решен да научи више о томе. На тренутак размишља у тишини, а ум му лута назад до изгубљене Леоноре. Мисли да се зрак гуши и осећа присутност анђела, и пита се хоће ли му Бог послати знак да треба заборавити Леонору. Птица опет одговара негативно, сугерирајући да се никад не може ослободити својих сећања. Наратор се наљути, назва гаврана "злом ствари" и "пророком". У ствари, он пита гаврана да ли ће бити поново уједињен са Леонором на небу. Кад гавран одговори на свој типични "Никад више" начин, наљути се и, називајући га лажовом, заповеди птици да се врати на "Плутонску обалу" - али она се не помера. Вероватно у време рецитовања песме од стране приповедача, гавран још „седи“ на попрсју Атине. Коначно признање приповедача је да је његова душа заробљена испод гавранове сенке и биће подигнут "Никад више".

### Алузије на различита дела
По каже да је приповедач млади учењак. Иако то у песми није изричито наведено, помиње се у „Филозофији композиције“. Такође је сугерише приповедач који чита књиге "лоре", као и попрсје Атине, грчке богиње мудрости.

Чита у касним ноћним сатима из „много чудног и знатижељног волумена заборављене приче“. Слично као што су студије предложене у Поовој краткој причи "Лигеиа", ова се вера можда односи на окултну или црну магију. Ово је такође наглашено у одабиру аутора да песму постави у децембру, месецу који се традиционално повезује са силама таме. Употреба гаврана - „ђаволска птица“ - такође то сугерише. Ова ђаволска слика наглашена је веровањем приповедача да је гавран "с ноћне Плутонске обале", или гласник из загробног живота, позивајући се на Плутона, римског бога подземља (познатог и као Дис Патер у римској митологији ).
По је изабрао гаврана за средишњи симбол приче јер је желео створење "без размишљања" способно да говори. Одлучио се за гаврана, за кога је сматрао да је "једнако способан за говор" као папагај, јер је одговарао предвиђеном тону песме. По је рекао да би гавран требао да симболизује "Туговање и непрестано сећање". Такође га је инспирисао Грип, гавран у Барнаби Рудге-у: Прича о нередима осамдесетих Чарлса Дикенса. Једна сцена посебно личи на "гаврана": на крају петог поглавља Дикенсовог романа Грип прави буку и неко каже: "Шта је то било - куцнуо је на врата?" Одговор је: "То је неко ко тихо куца на затварачу." Дикенсов гавран знао је много речи и имао је много комичних преокрета, укључујући пуцање плута од шампањца, али По је нагласио драматичније квалитете птице. По је написао рецензију Барнабија Рудгеа за Грахамов магазин рекавши, између осталог, да би гавран требало да служи више симболичкој, пророчкој сврси. Сличност није прошла незапажено: Јамес Русел Ловел у својој књизи „Фабула за критику“написао је стих: "Ево По-а са својим гавраном, попут Барнабија Рудгеа. Три петине су му генијалне и две петине сувишне." Слободна библиотека из Филаделфије приказала је гавран који се крио порезом, за кога се сматра да је Дикенсов власник и који је помогао да инспирише Поову песму.
По се такође могао позвати на разне референце на гавране у митологији и фолклору. У норвешкој митологији Один је имао две гавранке по имену Хугин и Мунин, које су представљале мисао и сећање. Према хебрејском фолклору, Ноје шаље белог гаврана да провери услове док су на барци. Сазнаје да водене струје почињу да се шире, али то се не враћа одмах са вестима. Кажњава се зато што је постао црн и присиљен да се заувек храни лешевима. У Овидијевим „Метаморфозама“, гавран такође почиње као бео пре него што га Аполон казни, претварајући га у црну птицу  због преношења поруке о неверности љубавника. Улога гаврана као гласника у Поовој песми може се извући из тих прича.
По спомиње и Балзам Гилеадски, референцу на Јеремијину књигу (8:22) у Библији: „Нема ли балзама у Гилеаду, нема лекара тамо? Зашто онда није здравље ћерке мог народа опорављен? "У том контексту, балзам Гилеад је смола која се користи у медицинске сврхе (сугерирајући, можда, да наратор треба излечити након губитка Ленореа). У 1. Краљевима 17: 1 - 5 каже се да је Илија пореклом из Гилеада, а да га је напао гавран током суше.
По се такође односи на "Еден", другу реч за Рајски врт, мада га По користи да пита је ли Леоноре прихваћена у Рај.

## Песник о делу
По је тврдио да је песму написао логично и методично, с намером да створи песму која ће се допасти и критичким и популарним укусима, као што је објаснио у свом следећем есеју „Филозофија композиције“ из 1846. године.  Песму је делом инспирисала врана која говори у роману Барнаби Руџ: “Прича о нередима осамдесетих“ Чарлса Дикенса.  По је позајмио сложен ритам и метар песме Елизабете Берет ("Lady Geraldine's Courtship") и користи унутрашњу риму као и алитерацију у целости.

## Анализа
По је песму написао као наратив, без намерне алегорија или дидактизма. Главна тема песме је непрекидна побожност. Наратор доживљава сукоб између жеље за заборавом и жеље за сећањем. Изгледа да му је задовољство ако се фокусира на губитак. Приповедач претпоставља да је реч "Никад више" гавранова "само залиха и складиште", ипак, и даље му поставља питања, знајући какав ће бити одговор. Питања су му, дакле, намерно самооптужена и додатно подстичу његово осећање губитка. По оставља нејасно да ли гавран заиста зна шта говори или да ли стварно намерава да изазове реакцију у приповедачу песме. Приповедач почиње као "слаб и уморан", постаје жаљен и преплашен пре него што пређе у бес и коначно, лудило. Кристопхер Ф. С. Малигец сугерише да је песма врста елегичног паклаклазитирона, грчко-римске песничке форме која се састоји од туге искљученог, закључаног љубавника на запечаћеним вратима његове вољене.

## Структура песме
Песму чини 18 строфа у шест редова. Уопштено, бројило је трохајски октаметар - осам трохаичних стопа по линији, при чему свака стопа има један напет слог, а следи један ненапети слог.
По је, међутим, тврдио да је песма комбинација октаметрске акталектике, катаптатике хептаметара и тетраметра. Шема риме је АBCBBB, или АА, B, CC, CB, B, B када се рачуна на унутрашњу риму. У свакој строфи, црте "B" римују се речју "никад више" и каталектичне су, дајући додатни нагласак завршном слогу. Песма такође користи алитерацију ("Сумња, сањање снова ..."). Амерички песник 20. века Данијел Хофман сугерисао је да су структура и метар песме тако формуларни да је вештачки, мада његов месмерски квалитет надмашује то.
По је структуру песме "Гавран" засновао на компликованој рими и ритму песме Елизабет Барет "Lady Geraldine's Courtship". По је прегледа Баретино дело у броју за Broadway journal за јануар 1845. и рекао  да је "њена поетска инспирација највећа - не можемо замислити ништа више од августа. Њен осећај за уметност је сам по себи чист." Као што је типично за Поа, његова рецензија такође критикује њен недостатак оригиналности и оно што сматра понављањем неке њене поезије. О "Lady Geraldine's Courtship " рекао је: "Никада нисам прочитао песму која би спајала толико најжешће страсти са толико најосетљивије маште."

## Историја публикације
По је прво довео "Гаврана" свом пријатељу и бившем послодавцу Џорџу Реку Грахаму из магазина Грахам у Филаделпхији. Грахам је одбио песму, која можда није била у њеној крајњој верзији, мада је Поу дао 15 долара као добротворну помоћ.  По је потом продао песму „Американ Ревју“, која му је платила 9 долара и штампао је „Гаврана“ у издању за фебруар 1845. под псеудонимом „Карлс“, референцом на енглеског песника Франциска Куарлеса.  Прва публикација песме са Поовим именом била је у „Вечерањем огледалу“ 29. јануара 1845. као „унапред копирање“. Натханиел Паркер Вилис, уредник Мирор-а, представио га је као "ненадмашену у енглеској поезији за суптилну концепцију, мајсторску домишљатост верзификације и доследно, одржавање маштовитих покрета ... Остаће у сећању свакога ко је прочита".  После ове публикације песма се појавила у периодичним публикацијама широм Сједињених Држава, укључујући Њујоршки трибјун (4. фебруара 1845), Броадвеј Журнал (вол. 1, 8. фебруар 1845), Јужни књижевни гласник (вол. 11, март 1845 ), Литерарни емпоријум (вол. 2, децембар 1845), суботњи Курир, 16. (25. јула 1846), и Рицхмонд испитивач (25. септембра 1849). Такође се појављивао у бројним антологијама, почевши од Песника и Поезије Америке коју је 1847. уредио Руфус Вилмот Грисволд.
Непосредни успех „Гаврана“ натерао је Вилија и Путнам-а да у јуну 1845. објаве збирку По-ове прозе под називом “Приче“; то је била његова прва књига у пет година.  Такође су 19. новембра објавили збирку његове поезије коју су Вили и Путнам назвали „Гавран и друге песме“, а која је обухватала и посвету Барет као "племенитост њеном полу".  Мала књига, његова прва књига поезије у 14 година, била је на 100 страница и продата је за 31 цент.  Поред насловне песме, обухватала је „Долину немира“, „Свадбену баладу“, „Град у мору“, „Еулали“, „Црв освајача“, „Уклету палату“ и једанаест других.  У предговору их је По спомињао као "ситнице" које су измењене без његовог одобрења док су вршили "кругове штампе".

### Критички пријем
Делимично захваљујући свом двоструком штампању, "Гавран" је Едгару Алану По-у скоро одмах учинио домаћим именом  и претворио По-а у националну славну особу.  Читаоци су почели да идентификују песму са песником, стекавши надимак надимак "Гавран". Песма је убрзо поново штампана, имитирана и пародирана.  Иако га је По учинио популарним у његово доба, то му није донело значајнији финансијски успех. Касније је рекао: "Нисам зарадио новац. Сад сам сиромашан као икад у животу - осим у нади, која никако није могућа".